# توماس الكسندر أوبراين
توماس الكسندر أوبراين (بالإنجليزية: Thomas Alexander O'Brien)‏ هو شخصية أعمال نيوزيلندي، ولد في 1888، وتوفي في 1948.